# Ángulo diedro (aeronáutica)

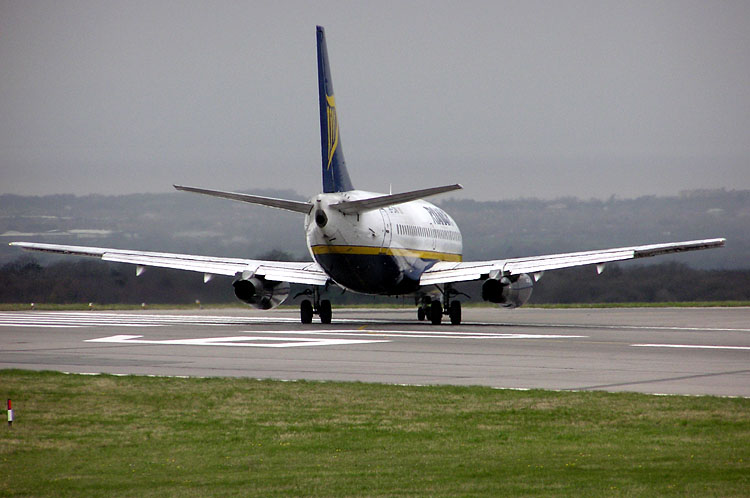
La elevación de las alas o del estabilizador horizontal en una aeronave, como puede verse en este Boeing 737, se llama ángulo diedro.

El ángulo diedro es el ángulo de elevación sobre la horizontal de las alas o alerón de cola de una aeronave de ala fija.  Este ángulo puede ser positivo, neutro o negativo.

Representación esquemática del ángulo diedro, Γ, en una aeronave.

El ángulo diedro tiene una fuerte influencia en llamado efecto diedro, de donde proviene su nombre. El efecto diedro es la cantidad de momento de inercia producida por el giro en la dirección opuesta. Este efecto es un factor crítico en la estabilidad de una aeronave sobre el eje longitudinal.

Midiendo el ángulo diedro

El diedro longitudinal es el ángulo entre el eje de elevación cero del ala y el eje de elevación cero de la cola horizontal.  El diedro longitudinal puede influir en la maniobrabilidad de una aeronave.
Cuándo se usa el término «diedro», por sí solo, normalmente se refiere al ángulo diedro. 

## Ángulo diedro y efecto diedro
El término ángulo diedro, como ángulo sobre la horizontal de las alas, también puede aplicarse a las alas de un pájaro o de algunos tipos de cometas. Algunas alas en las que este ángulo es variable se denominan poliédricas.
El ángulo diedro tiene importantes efectos en la estabilidad de los objetos que vuelan, por su influencia en el efecto diedro.
El aumento del ángulo diedro provoca un aumento del efecto diedro. No obstante, hay otros parámetros de una aeronave que también tienen una fuerte influencia en el efecto diedro, como el centro de gravedad, peso y altura, etc.

## Diedro longitudinal
El diedro longitudinal consiste en el ángulo entre dos superficies apareadas, una a cada lado de la aeronave. Casi siempre consiste en el ángulo entre las alas izquierda y derecha.
El diedro longitudinal es la diferencia entre el ángulo de incidencia del ala Longitudinal dihedral es la diferencia entre el ángulo de incidencia del ala y la cuerda.

## Historia
En geometría, el ángulo diedro es el ángulo entre dos planos. Su uso en aviación difiere ligeramente de ese significado.
Las cualidades de estabilización aerodinámica del ángulo diedro fueron descritas en un influyente artículo de 1810 firmado por Sir George Cayley.

## Usos del ángulo diedro y del efecto diedro

### Análisis de la estabilidad de una aeronave
En el análisis de la estabilidad de una aeronave, el efecto diedro es una derivada de la estabilidad llamada CIβ, significando el cambio del coeficiente del momento de inercia (el CI) por grado (o radián) de cambio en el ángulo de dirección β.{\displaystyle \beta }{\displaystyle \beta }

### Provisión de estabilidad
El propósito del efecto diedro es contribuir a la estabilidad del eje de giro.